# Heliga Trefaldighets Gosskör
Heliga Trefaldighets Gosskör tjänstgjorde i Heliga Trefaldighets Kyrka i Kristianstad mellan 2008 och 2012.

## Organisation
Kören bestod av två körer: gosskören och herrkören, som repeterade både separat och tillsammans. I herrkören sjöng pojkar under och efter målbrottet. Körens medlemmar var som mest 30 till antalet och bestod av pojkar i åldrarna 8 till 18 år. Dessa fördelades på fyra stämmor (sopran, alt, tenor, bas) varav altstämman sjöngs av både gossaltar och countertenorer. 
Kören var helt liturgisk, det vill säga den sjöng nästan uteslutande vid högmässor och aftonsångsgudstjänster i Heliga Trefaldighets Kyrka. Kören fokuserade på klassisk repertoar, av den typ som sällan sjungs av unga körer i Sverige: gregorianik, anglikansk körrepertoar samt specialkomponerad musik. 

## Verksamhet
Uppstarten av Heliga Trefaldighets Gosskör var ett led i arbetet att inspirera pojkar att sjunga och att öka deras intresse för klassisk musik och för kyrkomusik. Kombinationen av dessa områden gjorde att kören regelbundet uppmärksammades i media. Främsta förebild och inspiration både för körens grundande och dess organisation var anglikanska kyrkans mångåriga gosskörstraditioner. 
Kören leddes av Joakim Olsson Kruse, som också grundade kören. I samband med pensionsavgångar, tjänstebyten och omorganisation av körverksamheten lades kören ned i juni 2012. 